# Pedicinus veri
Pedicinus veri är en insektsart som beskrevs av Oskar Kuhn och Ludwig 1963. Pedicinus veri ingår i släktet Pedicinus och familjen Pedicinidae. Inga underarter finns listade i Catalogue of Life.